# ППО ЭВТ имени В. А. Ревунова
АО «Пензенское производственное объединение ЭВТ им. В. А. Ревунова» — российское предприятие по производству бытовой техники торговых марок De luxe и Electronicsdeluxe.
Генеральный директор — Алексей Николаевич Слугин.

## Историческая справка
Предприятие образовано в 1946 году на базе Пензенского часового завода с первоначальным названием Завод счётных аналитических машин (САМ) и выпускало настольные станки для приборостроительной промышленности, счётно-аналитические и перфорационные машины. В 1950-х — 1960-х годах завод САМ выпускал самые массовые в СССР электронные вычислительные машины семейства «Урал» и стал одним из самых главных заводов страны по производству вычислительной техники.
В 1963 году завод переименован в Завод вычислительных электронных машин (ВЭМ) и стал одним из советских первопроходцев в области производства самых мощных советских машин серии ЕС ЭВМ, а также сверхмощных цифровых вычислительных машин Эльбрус, Урал, ЕС ЭВМ.
С 1987 по 1993 годы производилась ПЭВМ ПК8000 и IBM PC/XT-совместимая ППЭВМ «Сура 86». Помимо того, в рамках программы выпуска потребительских товаров и конверсии завод освоил выпуск газовых плит по лицензии фирмы De'Longhi.
В результате перестройки завод был преобразован во ФГУП «ППО ЭВТ». Несмотря на сложности завод пережил кризис от перехода к рыночной экономике и многократного снижения государственного заказа.
В 1994 году завод начинает выпуск газовых плит под собственной маркой De luxe.
В 1996 году — электрических плит.
В 1999 году начат серийный выпуск вертикальных и горизонтальных термовентиляторов.
В 2000 году на предприятии прошла аттестация производства по системе качества стандартов ISO 9001.
В 2004 году начато серийное производство 50 л, 80 л, 100 л электроводонагревателей De luxe.
В 2009 году предприятие выводит на рынок еще один свой брэнд — Electronicsdeluxe, под которым производит технику Hi класса.

## Настоящее время
В настоящее время[когда?] завод производит широкий спектр бытовой техники, включая газовые, электрические, электрогазовые, комбинированные плиты, индукционные варочные панели, встраиваемую технику, электроводонагреватели объемом от 20 до 120 литров. Также ведется производство вычислительной техники в интересах Министерства обороны РФ.
В 2011 году завод ЭВТ получил около 40 млн рублей прибыли. Средняя зарплата по итогам 2011 года составила 14 тысяч рублей, а в декабре достигла 18 тысяч. На предприятии сегодня трудятся более 2 тысяч человек.

## Санкции
11 апреля 2023 года, на фоне вторжения России на Украину, предприятие включено в санкционный список Канады «организаций причастных к войне Путина».

## Сотрудники

### Директора
- 1961-? Стукалов, Виктор Александрович (1924—1981) — директор Пензенского завода вычислительных электронных машин.